# Veteli
Veteli este o comună din Finlanda.